# 三花棋
三花棋，又稱擲三花，是流傳於福建武平縣的兩人版圖遊戲，與狀元棋都是依隨機行棋並吃王為勝的遊戲。

## 棋具

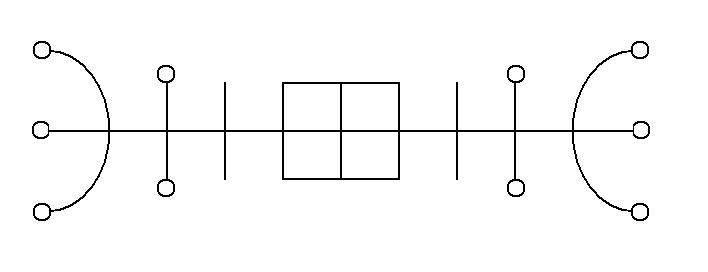
武平縣的三花棋

- 一田字型往左右延伸，兩端點與田字間各畫一圓心朝外的半弧線。弧線與田字間，再畫兩縱線。端點、交叉點、轉折點為棋位。
- 每人各一枚代表皇帝、四枚代表兵卒的棋子。
- 使用三顆四面骰子，四面之一畫有花。

## 規則
- 初始布置各選一端，皇帝放在一端的末端，兵卒放在半弧線端點、與旁邊的縱線端點。
- 每回合擲三顆骰子，每有n面擲出花，該玩家就走n著。每一著可移動任一枚己棋移動一步。
- 以消滅敵方皇帝為勝。[1]